# محمد ظاهر شاه
الملك محمد ظاهر شاه (16 أكتوبر 1914 - 23 يوليو 2007) هو آخر ملوك أفغانستان، نصب ملكاً في 8 نوفمبر 1933 وهو بعمر التاسعة عشر بعد أن اغتيل والده الملك محمد نادر شاه في وقت لاحق أمام عينيه.

## النشأة والتعليم
ولد محمد ظاهر شاه يوم الإثنين الموافق 16 أكتوبر 1914 في كابل، ودخل المدرسة الابتدائية «حبيبية» عام 1920 م، وسافر إلى فرنسا عام 1924 م مع والده عندما عين بها سفيرا لأفغانستان، واستمر في دراسته هناك أيضا، وعاد إلى أفغانستان يوم 15/أكتوبر/1929 م عندما عاد أبوه ملكا على أفغانستان.
تزوج محمد ظاهر شاه عام 1930 م بالملكة «حميراء» بنت السردار أحمد شاه أحد وزراء أبيه، وأنجب منها بالترتيب: بلقيس، ومحمد أكبر، وأحمد شاه، ومريم، ومحمد نادر شاه، ومحمود، ومحمد داود بشتونيار، وميرويس.
درست بناته في مدرسة «ملالي»، ودرس أولاده كلهم في مدرسة «استقلال» فرنكفونية الاتجاه، وتخرج ابنه أحمد شاه في كلية العلوم العسكرية وهي الأكاديمية العسكرية الأفغانية بكابل.

## توليه الحكم
تولّى الحكم في عام 1933 م بعد اغتيال والده وهو بعمر التاسعة عشر.
كانت فترة حكمه في الخمسينات والستينات فترة انتعاش اقتصادي لأفغانستان لم يسبق لها مثيل، ودعم التعليم وشجّعه بقوة وأمر ببناء المدارس في جميع أنحاء البلاد.
وفي عهده بُني العديد من المطارات مثل مطار كابل الدولي ومطار قندهار الدولي والعديد من المطارات الأخرى في جميع أنحاء البلاد، وافتتح في عام 1967 حديقة حيوانات كابل.

## نهاية حكمه
كانت نهاية حكمه عام 1973 عندما سافر إلى إيطاليا لإجراء عملية في عينه، وحينها نظّم ابن عمه رئيس الوزراء السابق محمد داود خان انقلاب ضده وتشكيل النظام الجمهوري.

## ما بعد نهاية حكمه
ساهم في ترشيح حامد كرزاي لمنصب الرئاسة بعد الغزو الأمريكي لأفغانستان

## وفاته
لقب قبل وفاته بأب الأمة الأفغانية وتوفي عام 2007م في 23 من يوليو الموافق 9 رجب 1428هـ

## وصلات خارجية
- محمد ظاهر شاه على موقع الموسوعة البريطانية (الإنجليزية)
- محمد ظاهر شاه على موقع مونزينجر (الألمانية)
- محمد ظاهر شاه على موقع إن إن دي بي (الإنجليزية)